# Liste der Bodendenkmäler im Kreis Wesel

Kreis Wesel

Die Liste der Bodendenkmäler im Kreis Wesel umfasst:
- Liste der Bodendenkmäler in Alpen
- Liste der Bodendenkmäler in Dinslaken
- Liste der Bodendenkmäler in Hamminkeln
- Liste der Bodendenkmäler in Hünxe
- Liste der Bodendenkmäler in Kamp-Lintfort
- Liste der Bodendenkmäler in Moers
- Liste der Bodendenkmäler in Neukirchen-Vluyn
- Liste der Bodendenkmäler in Rheinberg
- Liste der Bodendenkmäler in Schermbeck
- Liste der Bodendenkmäler in Sonsbeck
- Liste der Bodendenkmäler in Voerde (Niederrhein)
- Liste der Bodendenkmäler in Wesel
- Liste der Bodendenkmäler in Xanten